# Telos (filosofia)
Telos (in greco τέλος, che significa "fine", "scopo", o "obiettivo") è il termine filosofico greco per indicare un fine o uno scopo. 
La parola telos, usata talvolta da filosofi come Aristotele, anche all'interno della parola entelechia, è la radice etimologica del termine «teleologia», che indica lo studio dell'intenzionalità, ma anche degli oggetti in funzione dei loro obiettivi, oppure degli obiettivi stessi. La teleologia funge da centro nella biologia di Aristotele e nella sua teoria delle cause. Sarà poi fondamentale praticamente per tutte le teorie filosofiche della storia, come ad esempio quella di Hegel.
La filosofia dell'azione fa anche un uso essenziale del vocabolario teleologico: per Davidson, un'azione è solo qualcosa che l'agente fa nell'aspettativa di un fine.
In contrasto con il telos, la téchne (τέχνη) è il metodo razionale coinvolto nella produzione di un oggetto o nella realizzazione meccanica di un obiettivo, a prescindere dalla sua finalità; ad ogni modo i due metodi non si escludono necessariamente l'un l'altro.

## Telosin epistemologia biologica
Il termine telos è ricorrente nella riflessione filosofica sul vivente e nel dibattito epistemologico attorno alla biologia. In tale contesto il telos rappresenterebbe ciò che, nei viventi, giustifica la genesi della struttura fisica e biologica del vivente stesso, sia esso individuo o sistema.
Un discorso aperto nella moderna filosofia della biologia è fino a che punto il linguaggio teleologico (inteso come "fine" dei vari organi o processi vitali) sia inevitabile, o se sia semplicemente una scorciatoia per idee che in definitiva possono essere spiegate non teleologicamente. 